# Нед Спаркс
Нед Спаркс (англ. Ned Sparks; имя при рождении Эдвард Артур Спаркмен (Edward Arthur Sparkman); 19 ноября 1883, Гуэлф, Онтарио — 3 апреля 1957, Викторвилл, Калифорния) — американский (канадского происхождения) характерный актёр театра и кино.

## Биография
Эдвард Артур Спаркмен родился 19 ноября 1883 года в городе Гуэлф (Онтарио, Канада). Отца звали Уильям Джозеф Спаркмен, он был англичанин; мать — Мэри Агата Лоутон, она была шведкой. Сестра — Глэдис, брат — Рубен. В детстве будущий актёр с семьёй переехал в городок Сент-Томас (Онтарио), где и вырос. В 16 лет Эдвард ушёл из дома и попытался стать золотоискателем на излёте золотой лихорадки на Клондайке. Особо сильно юноша на этом не обогатился, и когда встал вопрос, на что жить дальше, начал выступать в городке Досон-Крик. Указанный в афишах как «Исполнитель сладких южных песен», одетый в соломенную шляпу, короткие штаны и босиком, он получил место певца в турне передвижной музыкальной труппы. В 19 лет Эдвард вернулся с Аляски в Канаду и некоторое время посещал семинарию в Торонто, но затем бросил учёбу, работал на железной дороге, потом устроился работать в театр. В 1907 году молодой человек уехал в Нью-Йорк с намерением стать бродвейским актёром. Это ему удалось, хоть и далеко не сразу: впервые на бродвейских подмостках он появился лишь в 1912 году. Его бродвейская карьера продолжалась девять лет, за которые он появился в десяти постановках.
В 1915 году Эдварда на сцене заметил Луис Майер, глава киностудии Metro-Goldwyn-Mayer, который предложил актёру начать сниматься в кино. В том же году состоялся кинодебют Спаркмена, который взял себе актёрский псевдоним Нед Спаркс, — он исполнил небольшую роль ночного клерка в короткометражном фильме «Маленькая мисс Браун». Затем Спаркс четыре года не снимался, но на 1920-е годы пришёлся пик его карьеры: за десятилетие он появился в почти четырёх десятках картин. Актёрский образ — невозмутимое выражение лица, суровые, саркастичные персонажи, жующие сигары; с наступление эры звукового кино к образу добавилась комично гнусавая монотонная речь; имел прозвище Холодная Сковородка, так как никто и никогда не видел его улыбающимся. Он настолько ассоциировался с этим типом людей, что в 1936 году The New York Times сообщила, что Спаркс застраховал свое лицо на 100 000 долларов в Lloyd’s of London. Позже Спаркс признался, что эта история являлась рекламным трюком, и он был застрахован всего на 10 000 долларов, и суть страховки заключалась в том, что кто-нибудь сфотографирует его улыбающимся и это навредит его профессиональной репутации.
Спаркса нередко карикатурно изображали в мультфильмах, например, «Сломанные игрушки» (1935; роль — Джек-в-коробочке); «Матушка Гусыня едет в Голливуд» (1938; роль — шут); «Голливуд отдыхает» (1941; роль — Нед Спаркс) и в нескольких других.
В 1947 году Спаркс прекратил сниматься, сказав, «65 лет — пора на пенсию». В 1950 и 1958 годах (этот мультфильм вышел на экраны уже после смерти актёра) разово выступил второстепенным актёром озвучивания.
Нед Спаркс умер 3 апреля 1957 года в городе Викторвилл (штат Калифорния) от кишечной непроходимости.
Личная жизнь
В 1931 году Спаркс женился на женщине по имени Мерседес Кабальеро, никак не связанной с кинематографом. 17 апреля 1936 года последовал развод, от брака осталась дочь Лора.

## Бродвейские работы
- 1912 — Маленькая мисс Браун / Little Miss Brown — гостиничный клерк
- 1914 — Очарование Изабель / The Charm of Isabel — больной
- 1914 — Сильвия убегает / Sylvia Runs Away
- 1914 — Идеальная леди / A Perfect Lady
- 1914—1915 — Выставочный зал / The Show Shop
- 1916—1917 — Ничего, кроме правды / Nothing But the Truth
- 1918 — Он не хотел этого делать / He Didn't Want to Do It — детектив
- 1920 — Моя золотая девочка / My Golden Girl — мистер Хэнкс
- 1920—1921 — ? / Jim Jam Jems — Арчи Споттер
- 1921 — Лучшие бездельники 1921 года / The All-Star Idlers of 1921

## Фильмография
- 1919 — Темпераментная жена[англ.] / A Temperamental Wife — гостиничный клерк
- 1919 — Добродетельная соблазнительница[англ.] / A Virtuous Vamp — мистер Белл
- 1920 — Любовный эксперт[англ.] / The Love Expert — преподобный Дэвид Вэйл
- 1920 — Хорошие рекомендации[англ.] / Good References — Питер Стирнс
- 1924 — Закон запрещает[англ.] / The Law Forbids — Клайд Вернон
- 1925 — Бумеранг[англ.] / The Boomerang — Берт Хэнкс
- 1925 — Его высший момент[англ.] / His Supreme Moment — Эдриан
- 1925 — ? / Seven Keys to Baldpate — Блэнд
- 1925 — Яркие огни[англ.] / Bright Lights — Барни Галлахер
- 1925 — ? / The Only Thing — Гибсон
- 1925 — Родственные души[англ.] / Soul Mates — шофёр лорда Танкреда
- 1926 — Майк / Mike — Слинки
- 1927 — Роман на крыше (Неприметный холостяк)[англ.] / The Small Bachelor — Дж. Хэмилтон Бимиш
- 1929 — Дело об убийстве канарейки[англ.] / The Canary Murder Case — Тони Скил
- 1929 — Ничего, кроме правды[англ.] / Nothing but the Truth — Кларенс ван Дайк
- 1929 — Уличная девушка[англ.] / Street Girl — Хэппи «Зима», джаз-музыкант
- 1930 — Приходит любовь[англ.] / Love Comes Along — Хэппи
- 1930 — Праздник дьявола[англ.] / The Devil's Holiday — Чарли Торн
- 1930 — ? / The Fall Guy — Дэнни Уолш
- 1930 — Заговор[англ.] / Conspiracy — Уинтроп «Маленький Немо» Клаверинг
- 1930 — ? / Leathernecking — Спаркс
- 1931 — ? / Kept Husbands — Хьюи Ханреди
- 1931 — Железный человек / Iron Man — Райли
- 1931 — Корсар[англ.] / Corsair — «Тощий»
- 1932 — Чудесный человек[англ.] / The Miracle Man — Гарри Эванс
- 1932 — Блюз большого города[англ.] / Big City Blues — мистер «Громоздкий» Стэкхаус
- 1933 — 42-я улица / 42nd Street — Томас Барри
- 1933 — Секреты / Secrets — «Солнечный Свет»
- 1933 — Золотоискательницы 1933 года[англ.] / Gold Diggers of 1933 — Барни Хопкинс
- 1933 — Леди на один день / Lady for a Day — Хэппи
- 1933 — Слишком много гармонии[англ.] / Too Much Harmony — Лем Спаун
- 1933 — Алиса в Стране чудес / Alice in Wonderland — Гусеница
- 1933 — По дороге в Голливуд / Going Hollywood — Конрой
- 1934 — Привет, Нелли![англ.] / Hi Nellie! — «Замша»
- 1934 — Мэри Галант[англ.] / Marie Galante — Плоссер, владелец кабаре «Тихоокеанские сады»
- 1934 — Имитация жизни / Imitation of Life — Элмер Смит
- 1934 — Милая Аделин[англ.] / Sweet Adeline — Дэн Херциг
- 1935 — Скандалы Джорджа Уайта 1935 года / George White's 1935 Scandals — Элмер
- 1936 — Одна на миллион[англ.] / One in a Million — Дэнни Симпсон
- 1939 — Создатель звёзд[англ.] / The Star Maker — «Скорость» Кинг
- 1943 — Солдатский клуб / Stage Door Canteen — в роли самого себя
- 1947 — Волшебный город[англ.] / Magic Town — Айк